# Gardinensteuer
Der Ausdruck Gardinensteuer bezeichnet eine angeblich in den Niederlanden auf die Größe der Fensterdekoration an den Fenstern erhobene Steuer. Diese Gardinensteuer hätte die Niederländer dazu bewogen, nur kurze oder gar keine Gardinen zu verwenden. Eine derartige Steuer hat in den Niederlanden nie existiert.
Ein vermuteter Hintergrund der modernen Sage ist ein Erklärungsversuch für die in den Niederlanden häufig vorkommenden, offen von der Straße einsehbaren Wohnungen bzw. vorderseitig gelegenen Wohnzimmer. Wahrscheinlicher ist jedoch, dass die calvinistisch geprägten Niederlande so ihre Offenheit zeigen und ausdrücken, dass sie nichts zu verbergen haben.

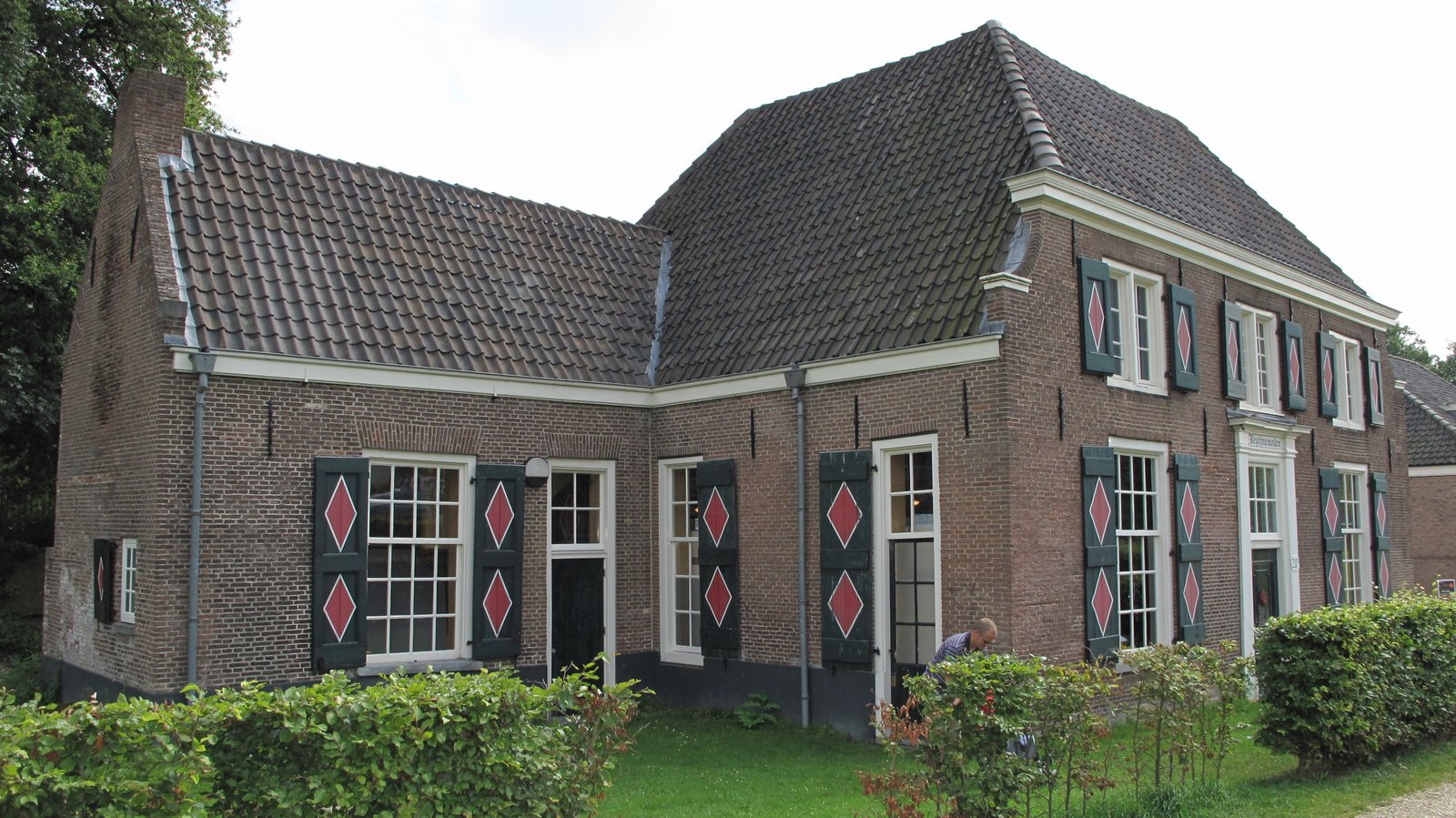
Haus mit teils großen Fenstern ohne Gardinen